# Ранчо Сан Исидро, Фамилија Монтес Паломино (Езекијел Монтес)
Ранчо Сан Исидро, Фамилија Монтес Паломино (шп. Rancho San Isidro, Familia Montes Palomino) насеље је у Мексику у савезној држави Керетаро у општини Езекијел Монтес. Насеље се налази на надморској висини од 1955 м.

## Становништво
Према подацима из 2005. године у насељу су живела 4 становника.

### Хронологија
| Година       | 2000         | 2005 |
| ------------ | ------------ | ---- |
| Становништво | 27 (11 / 16) | 4    |

### Попис
| # | Индикатор                        | Вредност |
| - | -------------------------------- | -------- |
| 1 | Укупно појединачних домаћинстава | 1        |